# Чудеса ещё случаются
«Чудеса ещё случаются» (итал. I miracoli accadono ancora) — итало-американская драма 1974 года режиссёра Джузеппе Скотезе.
Экранизация реальной истории, произошедшей в 1971 году с 17-летней Юлианой Кёпке, которая по воле случая оказалась посреди амазонских джунглей и была вынуждена 10 дней пробираться к людям. Согласно титрам в начале и конце фильма, в съёмках, за исключением главных героев и пассажиров самолёта, приняли участие реальные участники событий.

## Сюжет
Слоган: «Поразительная реальная история…» (англ. A Remarkable true story…)

В канун Рождественских праздников Юлиана вместе со своей мамой-орнитологом Марией Кёпке спешат в Пукальпу к отцу и мужу — Хансу-Вильгельму Кёпке, чтобы всей семьёй встретить праздники. Однако из-за непогоды на маршруте многие вылеты, в том числе и государственной авиакомпании Faucett, отменены или перенесены. Единственный рейс, готовый отправиться вовремя — LP-508 компании LANSA. LANSA пользуется дурной репутацией, так как годом ранее произошла крупная катастрофа с одним из её самолётов, но спеша встретиться с мужем, Мария, вопреки его же советам, покупает билеты на данный рейс. Кроме них, так поступают ещё 84 человека, после чего с 92 людьми на борту «Локхид Электра» вылетает из Лимы. После прохождения Анд пилоты видят впереди грозу, но, недооценив её силу, командир экипажа решает не обходить опасную зону, а следовать сквозь неё. Авиалайнер попадает в грозовой очаг, где его начинает швырять из стороны в сторону. Затем в правое крыло попадает молния, вызвав взрыв топлива, после чего крыло отрывается. Из-за возникших перегрузок самолёт разрывает на части, при этом Юлиана вместе с креслом вылетает наружу и с высоты несколько километров падает в лес.
Когда становится понятно, что самолёт разбился, организовываются масштабные поиски, в которых принимает участие и Ханс-Вильгельм Кёпке, но всё тщетно: джунгли надёжно укрыли обломки, а потому последние крайне трудно заметить.
Очнувшись, Юлиана понимает, что она оказалась одна и никого нет вокруг, а её мать исчезла. У девушки сломана ключица и имеются небольшие порезы, но она жива. Найдя свой недоеденный бутерброд, героиня подкрепляется и надеется, что скоро её найдут. Однако со временем она понимает, что помощи ждать неоткуда и надежда только на себя. Надеясь найти других выживших, она также вспоминает наставления своего отца, как выбраться из леса. Следуя вдоль ручья, а затем реки, Юлиана начинает находить отдельные обломки и даже некоторые тела погибших, постепенно понимая опасность своей ситуации: чудом выжив в страшной катастрофе, она оказалась одна посреди диких джунглей, полных змей, пауков и других опасных обитателей и её никто здесь не найдёт. Пробираясь сквозь деревья на протяжении нескольких дней, она с трудом спит по ночам в лесу, полном разных животных, а во сне вспоминает счастливую жизнь в цивилизации. Затем она вынуждена следовать по реке, кишащей крокодилами и змеями. Её раны гноятся, а каждый день она воспринимает как последний, но продолжает следовать вперёд.
Однажды Юлиана замечает на воде лодку, которую сперва считает миражом, но приблизившись, убеждается в её реальности. Затем она находит поблизости хижину, в которую с трудом забирается и обессиленная падает на пол. Здесь её и находят местные лесорубы, которые помогают девушке очистить раны и утолить голод. Утром следующего дня Юлиану доставляют в больницу, в которую вскоре прибывает Ханс-Вильгельм Кёпке. Встретившись с отцом после долгой разлуки, девушка сообщает ему трагическую новость — мама погибла в авиакатастрофе.

## В ролях
| Актёр              | Роль                           |
| ------------------ | ------------------------------ |
| Сьюзен Пенхэлигон  | Юлиана Кёпке                   |
| Пауль Мюллер       | орнитолог Ханс-Вильгельм Кёпке |
| Грациэлла Гальвани | орнитолог Мария Кёпке          |

## Съёмки
Павильонные съёмки были выполнены в течение 12 недель с 9 октября по 28 декабря 1972 года на студии Чинечитта. Натурные съёмки проходили в Перу, преимущественно в Пукальпе.
Исполнительница главной роли Сьюзен Пенхэлигон различные трюки выполняла сама. Режиссёр Джузеппе Скотезе хотел сделать приключенческий фильм, но выделенный на картину бюджет оказался довольно скуден. Из-за этого от некоторых сцен пришлось отказаться, тем самым фактически превратив выживание героини в джунглях в философские размышления во время путешествия. Помимо этого, Скотезе любил приглашать в свои картины новичков, практически людей с улицы, но в данном фильме он пошёл ещё дальше, пригласив на роли второго и третьего плана реальных участников тех событий, включая авиадиспетчеров, лесорубов и даже священника

## Критика
В вышедшем в 2000 году документальном фильме «Крылья надежды» о Юлиане Кёпке режиссёр Вернер Херцог крайне негативно отозвался об итальянском фильме, отметив плохую игру героини, которая всё время зовёт на помощь. Сама Кёпке с иронией отметила, что главная героиня довольна неуклюжа, а опасности в джунглях показаны гиперболически, в том числе присутствуют якобы опасные встречи с пауком-птицеедом (для человека его укус вовсе не смертелен), крокодилами (по свидетельствам Юлианы, чёрные кайманы боялись её и ныряли в воду для спасения) и змеями (о встрече с ними в реальности не упоминалось). Сцены с детёнышем обезьянки, которого героиня спасла, но который затем её оставил, являются вымыслом.

## Влияние
Лариса Савицкая, выжившая после падения с высоты более 5 километров и оказавшаяся единственной выжившей в авиакатастрофе, утверждала, что за год до рокового полёта смотрела фильм «Чудеса ещё случаются». Когда же самолёт Ан-24, на котором 20-летняя Лариса летела вместе с мужем, разрушился в воздухе, Савицкая, вспомнив кадры из фильма, вжалась в кресло. Обломок фюзеляжа вместе с несколькими креслами упал на деревья, которые смягчили удар, благодаря чему студентка, несмотря на отдельные травмы, смогла передвигаться. Из обломков самолёта она соорудила жилище и провела в нём два дня, прежде чем её нашли спасатели.